# Barbara Jezeršek
Barbara Jezeršek, slovenska smučarska tekačica, * 31. oktober 1986, Kranj.
Barbara Jezeršek je Slovenijo zastopala na Zimskih olimpijskih igrah 2010 ter svetovnih prvenstvih v letih 2009 in 2011. V svetovnem prvenstvu je kot najboljšo uvrstitev dosegla 24. mesto 4. februarja 2011 na zasledovalni tekmi na 10 km v Ribinsku. 